# CV-42
La CV-42 es una carretera autonómica valenciana que une las poblaciones de Almusafes y Alcira. Inicia su recorrido en el enlace con la Autopista del Mediterráneo AP-7 a la altura de la Factoría Ford, y finaliza en la población de Alcira. Pertenece a la Red Autonómica de Carreteras de la Generalidad Valenciana.

## Nomenclatura

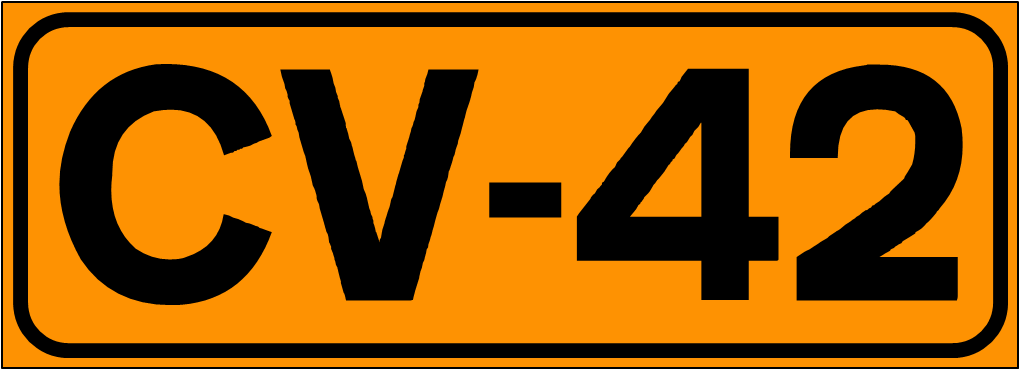
Indicador

La CV-42 es una carretera autonómica que pertenece a la Red de carreteras de la Comunidad Valenciana une las poblaciones de Almusafes y Alcira.

## Historia
La CV-42 era la antigua carretera comarcal  C-3320  que unía Almusafes y Játiva, esta carretera comarcal ha sido dividida en dos carreteras autonómicas la CV-41 (Alcira-Játiva) y la propia CV-42.

## Trazado Actual
La CV-42 inicia su recorrido en la salida 356 de la A-7 a la altura de la Factoría Ford en dirección sur hacia Almusafes, bordea por el este a esta población y continúa su recorrido bordeando también Benifayó. A continuación sigue en dirección sur, un poco antes de llegar al enlace con la carretera autonómica CV-516 se desdobla convirtiéndose en autovía hasta el enlace con dicha carretera, a continuación prosigue bordeando la población de Algemesí como carretera convencional, volviendo a ser autovía después la rotonda que enlaza con el acceso sur a Algemesí, así llega hasta el enlace con la CV-50 ya en la población de Alcira donde finaliza su recorrido.